# Blandine Lachèze
Blandine Lachèze (Fontainebleau, 11 ottobre 1982) è una pentatleta francese.

## Palmarès
In carriera ha conseguito i seguenti risultati:
- Mondiali:

Mosca 2004: bronzo nel pentathlon moderno staffetta a squadre.